# Hookeriopsis leiophylla
Hookeriopsis leiophylla är en bladmossart som beskrevs av Georg Friedrich von Jaeger 1877. Hookeriopsis leiophylla ingår i släktet Hookeriopsis och familjen Hookeriaceae. Inga underarter finns listade i Catalogue of Life.